# 白玉乡 (绥宁县)
白玉乡，是中华人民共和国湖南省邵陽市绥宁县下辖的一个乡镇级行政单位。

## 行政区划
白玉乡下辖以下地区：
罗家铺村、百家田村、塘玄湾村、坪头村、曾家桥村、付家湾村、黄洋坪村、檀山庙村和石坪村。